# Go Away White
Go Away White é o quinto álbum de estúdio da banda Bauhaus, lançado em 2008, pela gravadora homónima Bauhaus, após 25 anos sem qualquer trabalho de estúdio. O álbum foi gravado na cidade de Ojai, na Califórnia, em 18 dias. De acordo com a própria banda, será o último álbum.

## Faixas
1. "Too Much 21st Century" – 3:53
2. "Adrenalin" – 5:39
3. "Undone" – 4:46
4. "International Bulletproof Talent" – 4:02
5. "Endless Summer of the Damned" – 4:44
6. "Saved" – 6:27
7. "Mirror Remains" – 4:58
8. "Black Stone Heart" – 4:32
9. "The Dog's a Vapour" – 6:49
10. "Zikir" – 3:04

## Intérpretes
- Peter Murphy — vocais
- Daniel Ash — guitarra
- David J — baixo
- Kevin Haskins — bateria